# Enarthrocarpus
Enarthrocarpus là chi thực vật có hoa trong họ Cải.